# Roland Liboton
Roland Liboton (nacido el 6 de marzo de 1957, en Lovaina) es un excorredor de ciclocrós belga. Ganó el Campeonato Mundial de Ciclocrós en 1980, 1982, 1983 y 1984, fue Campeón de ciclocrós de Bélgica durante diez años consecutivos (de 1980 a 1989) y ganó el Superprestigio en 1985, 1986 y 1988. Se retiró de la competición profesional en 1992.

## Palmarés
| 1980 - Campeonato de Bélgica de Ciclocrós - Campeonato Mundial 1981 - Campeonato de Bélgica de Ciclocrós - 2º en el Campeonato Mundial 1982 - Campeonato de Bélgica de Ciclocrós - Campeonato Mundial 1983 - Campeonato de Bélgica de Ciclocrós - Campeonato Mundial 1984 - Campeonato de Bélgica de Ciclocrós - Campeonato Mundial | 1985 - Campeonato de Bélgica de Ciclocrós - Superprestigio 1986 - Campeonato de Bélgica de Ciclocrós - Superprestigio 1987 - Campeonato de Bélgica de Ciclocrós 1988 - Campeonato de Bélgica de Ciclocrós - Superprestigio 1989 - Campeonato de Bélgica de Ciclocrós 1990 - 2º en el Campeonato de Bélgica de Ciclocrós |

## Reconocimientos
- Fue designado como uno de los ciclistas más destacados de la historia al ser elegido en el año 2002 para formar parte de la Sesión Inaugural del Salón de la Fama de la UCI.[2]